# Ribadesella
Ribadesella (Asturian: Ribesella) là một đô thị trong cộng đồng tự trị của Công quốc Asturias, Tây Ban Nha.

## Giáo khu
- Berbes
- Collera
- Junco
- Leces
- Linares
- Moro
- Ribadesella (Capital)
- Santianes
- Ucio